# پاک چول-مین (جودوکار)
پاک چول-مین (انگلیسی: Pak Chol-min؛ زادهٔ ۲۱ سپتامبر ۱۹۸۲) جودوکار اهل کره شمالی است.